# Kedist Deltour
Kedist Deltour (sinh ngày 29 tháng 7 năm 1997) là người mẫu và người đẹp người Bỉ gốc Ethiopia, cô đã đăng quang cuộc thi Hoa hậu Bỉ 2021 và là đại diện cho Bỉ tại Hoa hậu Hoàn vũ 2021 ở Eilat, Israel, Hoa hậu Thế giới 2023 ở Ấn độ.

## Tiểu sử
Deltour sinh ra ở Addis Ababa thuộc Ethiopia. Vào lúc 9 tuổi, cha cô bỏ cô và các anh chị em của cô vào trại trẻ mồ côi. Năm 10 tuổi, cô và các anh chị em của mình được một cặp vợ chồng người Bỉ nhận nuôi và chuyển đến Westhoek ở Tây Flanders. Tại Bỉ, Deltour hoàn thành khóa đào tạo nghề để trở thành một thợ làm tóc và sau đó chuyển đến Nazareth ở Đông Flanders.

## Các cuộc thi sắc đẹp

### Hoa hậu Đông Flanders 2021
Deltour bắt đầu sự nghiệp với cuộc thi Hoa hậu Đông Flanders 2021 và cô đã đăng quang trên ngôi vị cao nhất của cuộc thi.

### Hoa hậu Bỉ 2021
Với tư cách là Hoa hậu Đông Flanders 2021, Deltour được quyền đại diện cho tỉnh tại Hoa hậu Bỉ 2021 được tổ chức vào ngày 31 tháng 3 năm 2021 tại Adinkerke, không có khán giả do đại dịch COVID-19, cô đã là người chiến thắng của cuộc thi.

### Hoa hậu Hoàn vũ 2021
Sau khi chiến thắng cuộc thi trong nuớc, cô sẽ là đại diện của Bỉ tại Hoa hậu Hoàn vũ 2021.